# Corrupção nas Comores
Corrupção nas Comores segue os padrões familiares de corrupção estatal, ou seja, funcionários do governo abusando de seus poderes políticos para ganho privado no país das Comores.
No Índice de Percepção da Corrupção de 2024 da Transparency International, as Comores obtiveram uma pontuação de 21 em uma escala de 0 ("altamente corrupto") a 100 ("muito limpo"). Quando classificadas por pontuação, as Comores ficaram em 158º lugar entre os 180 países do índice, onde o país classificado em primeiro lugar é percebido como tendo o setor público mais honesto. Para comparação com as pontuações regionais, a pontuação média entre os países da África Subsaariana  foi 33. A maior pontuação na África Subsaariana foi 72 e a menor foi 8. Para comparação com as pontuações globais, a melhor pontuação foi 90 (1º lugar), a média foi 43 e a pior foi 8 (180º lugar).

## Casos

### Escândalo da venda de passaportes das Comores
O esquema de venda de passaportes das Ilhas Comores foi criado em 2006 pelo ex-empresário Bashar Kiwan e pelo então presidente das Comores Abdallah Sambi, continuando sob seu sucessor Ikililou Dhoinine.
O programa de cidadania por investimento foi apresentado como uma solução bilateral para alcançar dois objetivos: desenvolver a infraestrutura das Ilhas Comores e "resolver" a questão dos residentes apátridas nos Estados árabes do Golfo Pérsico. Especificamente, permitiria que os Emirados Árabes Unidos e o Kuwait comprassem cidadania para 4.000 famílias apátridas nesses países, conhecidas como Bidune, e, em troca, o empobrecido arquipélago do Oceano Índico receberia 200 milhões de dólares para serem investidos em projetos de desenvolvimento. No entanto, Kiwan e o círculo de ambos os ex-presidentes desviaram mais de 45 milhões de dólares, sem que o país visse qualquer investimento em desenvolvimento. Também foi descoberto que passaportes eram vendidos por canais não oficiais para qualquer pessoa disposta a pagar o preço certo.
O banco de dados oficial revelou que quase 48.000 estrangeiros – em sua maioria Bidunes – receberam passaportes, cerca de 6.000 a mais do que o número aprovado pelo presidente, evidenciando a extensão das vendas fora dos canais oficiais. A primeira fase do esquema, sob Sambi, que governou de 2006 a 2011, deveria render 200 milhões de dólares às Comores em troca da concessão de cidadania a 4.000 famílias apátridas. Autoridades dos Emirados afirmaram ter pago o valor integralmente, mas o relatório indicou que havia poucos vestígios desse dinheiro nas contas públicas das Comores.
Em agosto de 2018, as autoridades das Comores acusaram o ex-presidente Ahmed Abdullah Sambi, Ikililou Dhoinine, Bachar Kiwan e outros diretores da Comoro Gulf Holdings, empresa que facilitou a venda de passaportes, de corrupção, desvio de fundos públicos e falsificação de documentos relacionados à venda de passaportes das Comores. Sambi foi preso e, em setembro de 2018, apelou à Suprema Corte para ter acesso irrestrito a seu advogado para se defender no caso de corrupção. O Major-General Mazen Al-Jarrah, ex-subsecretário do Ministério do Interior do Kuwait que anunciou o esquema das Ilhas Comores no Kuwait, foi posteriormente condenado em fevereiro de 2021 por receber subornos para facilitar o tráfico de pessoas.